# Tahini
Tahini  je bliskoistočni začin napravljen od prženog mljevenog oljuštenog sezama. Poslužuje se sam (kao umak) ili kao glavni sastojak humusa, baba ghanousha i halve.
Tahini se koristi u kuhinjama Levanta i istočnog Mediterana, južnog Kavkaza, Balkana, južne Azije, središnje Azije i među aškenaskim Židovima, kao i u dijelovima Rusije i sjeverne Afrike. Pasta od sezama (iako se tamo ne naziva tahini) također se koristi u nekim istočnoazijskim kuhinjama.

## Priprema
Tahini se radi od sjemenki sezama koje se namoče u vodi i potom zdrobe kako bi se mekinje odvojile od jezgre. Zgnječene sjemenke se potapaju u slanu vodu, zbog čega mekinje tonu. Plutajuće jezgre se skidaju s površine, tostiraju i melju kako bi se dobila masna pasta. Također se može pripremiti s neprženim sjemenkama i nazvati "sirovim tahinijem".
Zbog visokog sadržaja ulja u tahiniju, neki proizvođači preporučuju hlađenje kako bi se spriječilo kvarenje. Drugi ne preporučuju hlađenje jer proizvod postaje viskozniji i teži za posluživanje.

## Prehrambena vrijednost
U referentnoj količini od 100 grama, tahini daje 592 kalorije po sastavu 53% masti, 22% ugljikohidrata, 17% proteina i 3% vode. Bogat je izvor tiamina (138% dnevne vrijednosti, DV), fosfora (113% DV), cinka (49% DV), niacina (38% DV), željeza (34% DV), magnezija (27% DV) i folata (25% DV) (tablica). Tahini je umjeren izvor kalcija, drugih vitamina B skupine i kalija.